# 臧哀伯
臧哀伯（？—？），姬姓，臧孙氏，名达，谥哀，臧孙达是臧僖伯之子，中国春秋時期鲁国政治人物。
鲁桓公二年（前710年）夏四月，從宋國取來郜國的大鼎。四月初九，安放在太庙，不合於礼。臧哀伯劝谏阻止，魯桓公不聽。
| 前任： 父臧僖伯公子彄 | 鲁国臧孙氏宗主 | 繼任： 孙臧文仲臧孙辰 |